# バンクォウ

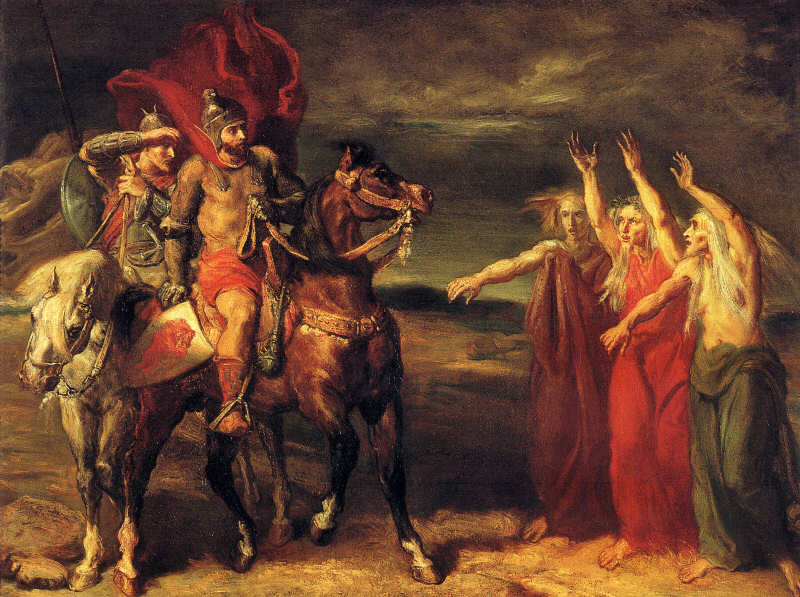
3人の魔女と出会ったマクベスとバンクォー。

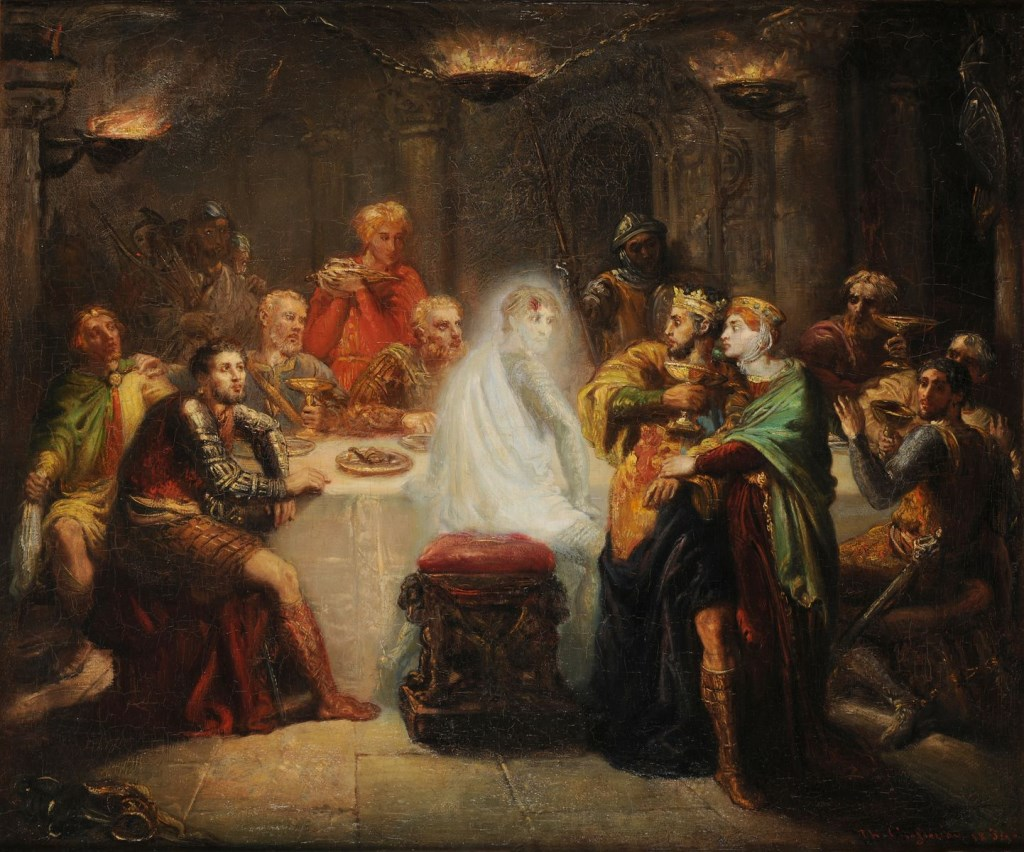
バンクォーの亡霊が自分の席に座っているのを見て怯えるマクベス。

バンクォウ（バンクォーとも、Banquo、? - 1043年）は、ステュアート朝のスコットランド王の祖先といわれ、シェイクスピアの戯曲『マクベス』にも登場する人物である。
バンクォウはエイ王の次男で、コンスタンティン2世の弟であるドナルドの玄孫にあたり、ロッハバーの領主であった。バンクォウは1043年にマクベスに殺され、ウェールズに逃れていた長男のフリーアンスもまた4年後の1047年に殺されたが、フリーアンスの長男ウォルターは生き残り、彼の子孫がスチュアート朝を開いた。
『マクベス』では作品中に魔女たちの予言でバンクォウの子孫がやがてスコットランド王を継承する、と予言している。王を殺して国王の座についたものの、バンクォーの存在と彼の子孫が王になるという予言を恐れたマクベスは、バンクォーと息子フリーアンスに暗殺者を放った。バンクォーは殺されるが、フリーアンスは逃げ延びる。その報告を宴会の席で受けたマクベスはバンクォーの亡霊が列席しているのを見て取り乱した。『マクベス』の登場人物は大抵実在した人物であり、『マクベス』の作品自体も実際の歴史を元に作られた。

## 註
1. ↑  森, p. 59-60
2. ↑  ibid, p. 60